# Жарык (станция)
Жарык — узловая железнодорожная станция в посёлке имени Сакена Сейфуллина (ранее посёлок Жарык) Карагандинской области Казахстана. Относится к железнодорожным линиями Анар — Жарык, Жарык — Мойынты, Жарык — Жезказган.
Станция располагается на Трансказахстанской железнодорожной магистрали. На станции останавливаются большинство проходящих пассажирских поездов.

## Инфраструктура
Имеется здание железнодорожного вокзала. Пешеходный надземный переход на пассажирские платформы и через железнодорожные пути.
Ведётся продажа билетов на пассажирские поезда. Также ведётся приёмка и выгрузка грузов подъездных путях и местах необщего пользования и общего пользования на открытых площадках.